# Ernst Bertram
Ernst August Bertram (Elberfeld 1884. július 27. – Köln 1957. május 3.) német író, gondolkodó, Stefan George tanítványa.

## Élete
Ernst Bertram egy lutheránus kereskedő, Ernst Bertram és Johanne Müller gyermeke volt. A gimnáziumi érettségijét 1903-ban szülővárosában szerezte meg. Ezt követően Berlinben, Münchenben és Bonnban német irodalomtörténetet, újkori művészettörténetet és filozófiát tanult. 1907 július 7-én doktorált a bonni egyetemen Berthold Litzmannnál. A disszertációjának a témája Adalbert Stifter regényművészet és elbeszéléstechnikája volt.
Az 1906-os év két szempontból is igen fontos volt: egyrészt Saladin Schmitten keresztül bejáratos lett Stefan Georgehez, másrészt ezen a nyáron ismerte meg Ernst Glöcknert, aki később az élettársa lett.
Folyamatosan esszéket ír különböző művészekről, többek között Hugo von Hofmannsthalról, Stefan Georgeról, Theodor Fontaneről, Gustave Flaubert-ről, Conrad Ferdinand Meyerről és Thomas Mann-ról. Az utóbbival igen szoros barátság is kialakul, később Thomas Mann Elisabeth lányának Bertrand lesz a keresztapja.
1918-ban megjelenik a Nietzsche – Versuch einer Mythologie (Nietzsche – mitológiai próbálkozás) című könyve, amely irodalmi körökben egy csapásra ismertté teszi. Az írás közben szinte folyamatosan levelezik Thomas Mannal (256 levél maradt fenn), melynek hatása a Mann által szinte egyidőben kiadott Egy apolitikus elmélkedései című munkáján is érezhető. 1919-ben a bonni egyetemen docenssé nevezik ki, majd 1922-ben Kölnbe hívják egyetemi tanárnak.
Az 1933-as erőszakos nemzetiszocialista hatalomátvételt követően sok más konzervatív íróhoz (Josef Weinheber, Hans Pfitzner, Wilhelm Furtwängler) hasonlóan nem határolódik el a Harmadik Birodalom politikájától, és támogatja a náci rezsimet. Ebből kifolyólag kapcsolata Thomas Mannal is megszakad.
Bertram életében inkább költőként volt ismert. Az Insel Verlag jelentette meg a versesköteteit, amelyek közül kiemelhető a „Der Rhein“, „Straßburg“, „Patenkinderbuch“, és a „Griecheneiland“. Több úgynevezett gnómaköltészeti kötete is megjelent, amelyek tulajdonképpen egymással összefüggő aforizmagyűjtemények („Der Wanderer von Milet“, „Sprüche aus dem Buch Arja“, „Deichgrafensprüche“), amelyek a 20. századi német költészetben egyedül állóak.

## Jelentősebb művei
- Zur sprachlichen Technik der Novellen Adalbert Stifters, 1907
- Gedichte, 1913
- Nietzsche. Versuch einer Mythologie, 1918
- Straßburg. Ein Kreis, 1920
- Zwei Gedichte aus dem unveröffentlichten Buch der Rhein, 1921
- Rheingenius und Génie du Rhin, 1922
- Das Nornenbuch, 1925
- Beethovens Bild. Rede zur Beethoven-Gedächtnisfeier, 1927
- Von deutschem Schicksal, Gedichte, 1932
- Wartburg. Spruchgedichte, 1933
- Deutsche Gestalten. Fest- und Gedenkreden, 1934
- Griecheneiland, 1934
- Michaelsberg, 1935
- Das weiße Pferd, 1936
- Von der Freiheit des Wortes, 1936
- Sprüche aus dem Buch Arja, 1938
- Hrabanus. Aus der Michaelsberger Handschrift, 1939
- Konradstein, Erzählung, 1951
- Moselvilla. Flavus an Veranius, 1951
- Der Wanderer von Milet, 1956
- Möglichkeiten. Ein Vermächtnis, hrsg. v. Hartmut Buchner